# Max Rose (Politiker)

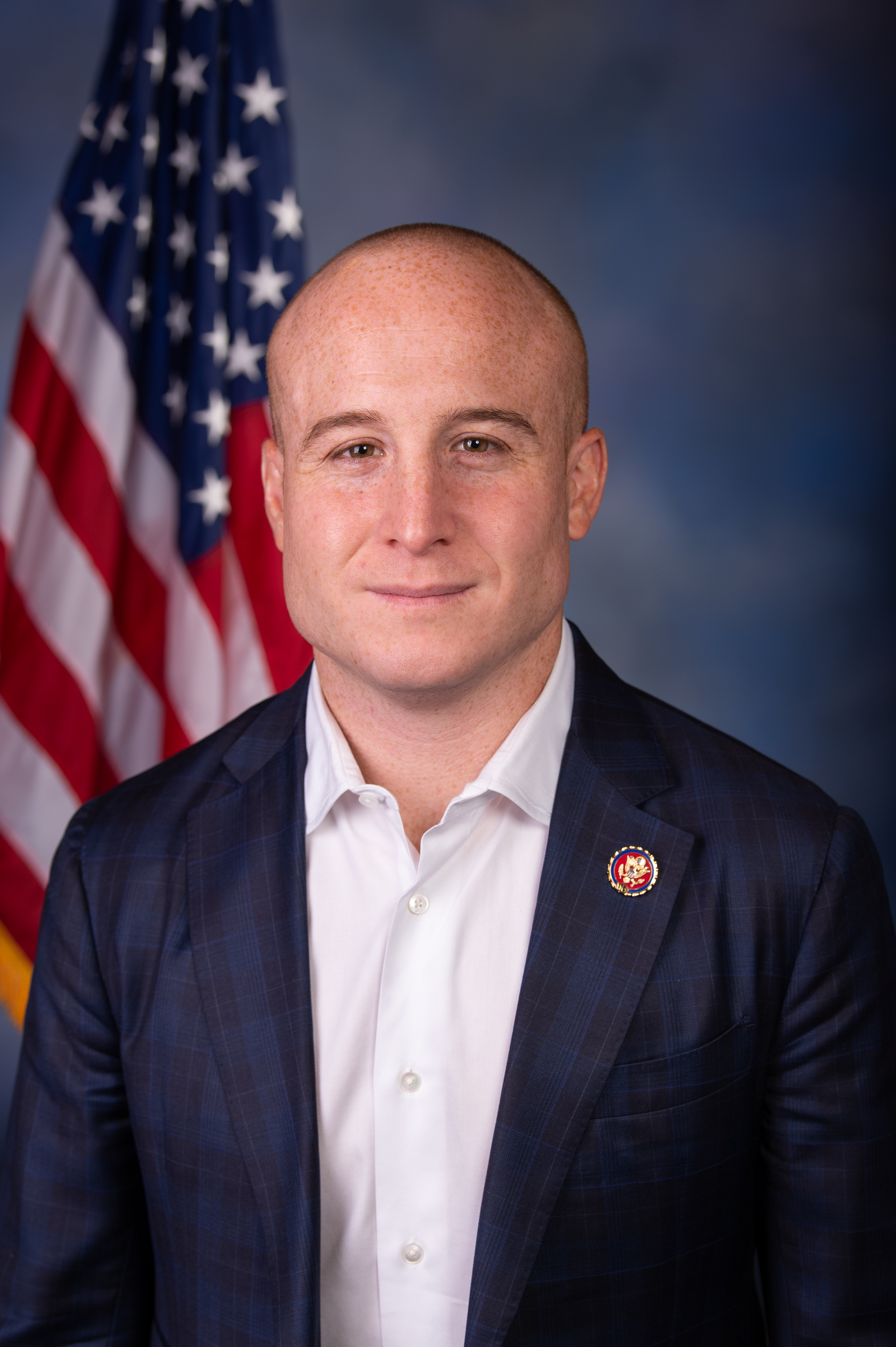
Max N. Rose (2019)

Max N. Rose (* 28. November 1986 in Brooklyn, New York City, New York) ist ein US-amerikanischer Politiker und Veteran. Als Mitglied der Demokratischen Partei war er von 2019 bis 2021 Inhaber des 11. Sitzes des Bundesstaates New York im Repräsentantenhaus der Vereinigten Staaten. Rose diente zwischen 2012 und 2013 als Zugführer im Afghanistankrieg und wurde mit der Bronze Star Medal und dem Purple Heart ausgezeichnet.

## Leben

### Kindheit und Ausbildung
Max Rose wurde in Brooklyn, New York, geboren. Sein Vater arbeitete als medizinischer Laborleiter, seine Mutter ist Professorin für Sozialpolitik am Borough of Manhattan Community College. Rose ist jüdischer Abstammung, sein Großvater väterlicherseits emigrierte im Alter von 14 Jahren aus Odessa in die Vereinigten Staaten. Rose verbrachte den größten Teil seiner Kindheit im Brooklyner Stadtteil Park Slope.
Rose besuchte die Poly Prep Country Day School in Dyker Heights, die er 2004 mit den A-Levels abschloss. Nach seiner Schulzeit studierte er Geschichte an der Wesleyan University in Middletown, Connecticut, und erhielt 2008 seinen Bachelor of Arts. Bereits während seiner Studienzeit wurde Rose politisch aktiv. Im Jahr 2008 absolvierte er ein Praktikum bei dem späteren Senator Cory Booker, während dieser Bürgermeister der Stadt Newark, New Jersey, war. Später erwarb Rose einen Masterabschluss in öffentlicher Verwaltung an der London School of Economics and Political Science.

### Militärkarriere
Max Rose bewarb sich 2010 bei der United States Army. Bereits seit 2008 diente er in der 1st Armored Division. Ab 2012 wurde er als Zugführer im Afghanistankrieg eingesetzt. 2013 wurde er bei der Explosion einer Sprengfalle im Norden der afghanischen Provinz Kandahar verwundet. Im gleichen Jahr wurde Max Rose mit dem Combat Infantryman Badge, der Bronze Star Medal und dem Purple Heart ausgezeichnet. Seitdem dient Rose als Kompaniechef bei den New York Army National Guards im 69. Infanterieregiment.

## Politische Karriere

### US-Repräsentantenhaus
2018 stellte sich Max Rose als Kandidat für die Wahl zum 11. Sitz des Bundesstaates New York im Repräsentantenhaus der Vereinigten Staaten und kam gegen fünf weitere Kandidaten auf 65 Prozent der Stimmen. In der Stichwahl am 18. Oktober 2018 setzte sich Rose mit 52,8 Prozent der Stimmen gegen den bisherigen, republikanischen Amtsinhaber Dan Donovan durch. Damit gewann Rose als Demokrat in einem eigentlich konservativ geprägten Bezirk, er war erst der zweite demokratische Sitzinhaber des 11. Bezirkes seit 1981. Bei der Kongresswahl 2020 unterlag er der Republikanerin Nicole Malliotakis und schied daher am 3. Januar 2021 aus dem Repräsentantenhaus aus.

### Positionen
Max Rose setzt sich für eine Verbesserung der Infrastruktur in Staten Island und Brooklyn ein. Er befürwortet zudem eine Herabsetzung des Beitrittsalters in die Krankenversicherung Medicare von aktuell 65 auf 55 Jahre, eine allgemeine öffentliche Gesundheitsversorgung sowie einen breiteren Zugang zur medizinischen Behandlung von Opiumsucht. Des Weiteren unterstützt er die Einführung von Hintergrundüberprüfungen vor dem Kauf von Waffen und das Verbot von Sturmgewehren. Rose befürwortete außerdem einen Wiedereinstieg der Vereinigten Staaten in das Übereinkommen von Paris, um die Kohlendioxidemissionen des Landes zu senken.
Nachdem die Politikerin Alexandria Ocasio-Cortez im März 2019 erklärt hatte, der Kongress der Vereinigten Staaten hätte sich nach den Terroranschlägen am 11. September 2001 zunächst auf andere amerikanische Institutionen stützen können, statt eine ungeplante Invasion zu starten, antwortete Rose, dass der Afghanistankrieg zwar beendet werden müsse, die Reaktion auf die Anschläge jedoch nicht verwerflich sei.

## Privates
Max Rose ist verheiratet und lebt in Staten Island.